# Обертинська селищна територіальна громада
Обертинська територіальна  громада — територіальна громада в Україні, в Івано-Франківському районі Івано-Франківської області. Адміністративний центр — селище Обертин. Громада створена Розпорядженням КМУ від 12 червня 2020 року № 714-р в рамках реформи місцевого самоврядування та територіальної організації влади.
Площа громади — 162,3 км², населення — 8914 осіб (2020). Обертинський селищний голова - Хамут Віктор Броніславович. У громаді сформовано 5 старостинських округів: Гарасиміський, Гавриляцький, Жуківський, Хотимирський, Яківський.

## Населені пункти
У складі громади 1 селище (Обертин) і 8 сіл:
- Гавриляк
- Гарасимів
- Гончарів
- Жабокруки
- Жуків
- Олещин
- Хотимир
- Яківка